# Herrarnas 1 500 meter i hastighetsåkning på skridskor vid olympiska vinterspelen 1932
- 5 februari 1932

18 skridskoåkare från sex nationer deltog. Tävlingen hölls på James C. Sheffield Speed Skating Oval i Lake Placid.

## Medaljörer
| Guld          | Silver                | Brons              |
| Jack Shea USA | Alexander Hurd Kanada | Willy Logan Kanada |

## Rekord
Dessa rekord gällde inför spelen.
| Världsrekord     | 2.17,4(*) | Oscar Mathisen | Davos (SUI)    | 18 januari 1914 |
| Olympiskt rekord | 2.20,8    | Clas Thunberg  | Chamonix (FRA) | 27 januari 1924 |

(*) Rekordet naterat på höghöjdsbana (minst 1 000 meter över havet) och på naturis.

## Resultat

### Semifinaler
Semifinal 1
| Placering | Idrottare               | Tid    | Noteringar |
| --------- | ----------------------- | ------ | ---------- |
| 1         | Herbert Taylor (USA)    | 2.49,3 | Q          |
| 2         | Frank Stack (CAN)       |        | Q          |
| 3         | Bernt Evensen (NOR)     |        |            |
| 4         | Hans Engnestangen (NOR) |        |            |
| 5         | Ossi Blomqvist (FIN)    |        |            |
| 6         | Tomeju Uruma (JPN)      |        |            |

Semifinal 2
| Placering | Idrottare             | Tid    | Noteringar |
| --------- | --------------------- | ------ | ---------- |
| 1         | Jack Shea (USA)       | 2.58,0 | Q          |
| 2         | Willy Logan (CAN)     |        | Q          |
| 3         | Ivar Ballangrud (NOR) |        |            |
| 4         | Herbert Flack (CAN)   |        |            |
| 5         | Shozo Ishihara (JPN)  |        |            |
| 6         | Lloyd Guenther (USA)  |        |            |

Semifinal 3
| Placering | Idrottare              | Tid    | Noteringar |
| --------- | ---------------------- | ------ | ---------- |
| 1         | Raymond Murray (USA)   | 2.29,9 | Q          |
| 2         | Alexander Hurd (CAN)   |        | Q          |
| 3         | Michael Staksrud (NOR) |        |            |
| 4         | Yasuo Kawamura (JPN)   |        |            |
| 5         | Tokuo Kitani (JPN)     |        |            |
| 6         | Ingvar Lindberg (SWE)  |        |            |

### Final
| Placering | Idrottare            | Tid       |
| --------- | -------------------- | --------- |
| 1         | Jack Shea (USA)      | 2.57,5    |
| 2         | Alexander Hurd (CAN) | 5 m bakom |
| 3         | Willy Logan (CAN)    | 6 m bakom |
| 4         | Frank Stack (CAN)    |           |
| 5         | Raymond Murray (USA) |           |
| 6         | Herbert Taylor (USA) |           |